# 南塔街道 (郴州市)
南塔街道，是中华人民共和国湖南省郴州市苏仙区下辖的一个乡镇级行政单位。

## 行政区划
南塔街道下辖以下地区：
南街社区、北街社区、八一路社区、龙骨井社区、东街社区、扎上街社区、裕后街社区、曹家坪社区、高峰社区和玛瑙山社区。